# Help desk software
Help desk software là một phần mềm máy tính giúp các nhân viên chăm sóc khách hàng theo dõi yêu cầu của người dùng và giải quyết các vấn đề liên quan đến chăm sóc khách hàng khác.
Thường thì, help desk software là một phần của danh mục chung gọi là service desk, bao gồm quản lý tài sản và quản lý dịch vụ IT, và hai thuật ngữ này được sử dụng thay thế cho nhau trong một số trường hợp. Tuy nhiên, phần mềm bàn tiếp tân cụ thể đề cập đến hệ thống giải quyết các yêu cầu của khách hàng.

## Lịch sử
Trong lịch sử, phần mềm trợ giúp trực tuyến bắt đầu từ thế kỷ 20 khi các doanh nghiệp phụ thuộc chủ yếu vào tương tác trực tiếp để giải quyết các vấn đề của khách hàng. Khách hàng phải đến cửa hàng hoặc văn phòng của công ty với sản phẩm để giải quyết vấn đề của họ.
Với việc phát minh ra điện thoại vào năm 1876 và hệ thống chuyển mạch điện thoại vào những năm 1890, trung tâm trợ giúp đã đạt được một phương pháp tốt hơn. Khách hàng có thể liên lạc với công ty của họ và phát biểu vấn đề của mình qua hệ thống điện thoại. Trong thời đại thế kỷ 20, các công ty chủ yếu sử dụng các thiết bị như máy ghi âm, máy đánh chữ và các thiết bị kết nối tới một máy tính trung tâm, để giải quyết các vấn đề của khách hàng. Sự xuất hiện đầu tiên của máy tính trong dịch vụ khách hàng được thực hiện thông qua việc sử dụng phần mềm trung tâm. Khách hàng sẽ gửi biểu mẫu giấy hoặc thông báo vấn đề của họ qua điện thoại cho các nhân viên dịch vụ khách hàng, những người sẽ tìm cách giải quyết các vấn đề đó.
Vào những năm 1960, các công ty bắt đầu thiết lập trung tâm cuộc gọi và cũng đào tạo nhân viên để tiếp nhận và giải quyết các yêu cầu của khách hàng một cách có tổ chức và hiệu quả. Đây là thời kỳ của Interactive voice response (IVR) làm tăng đáng kể cho hệ thống dịch vụ khách hàng qua điện thoại. Sau đó, máy tính để bàn và email đã đóng một vai trò quan trọng trong cải tiến hệ thống trung tâm trợ giúp. Khách hàng có thể liên lạc với các vấn đề của họ qua email, vượt qua các biểu mẫu giấy. Các nhân viên trợ giúp có thể cung cấp cập nhật trạng thái và giải pháp thông qua email.
Trong khi đó, việc giới thiệu thực sự của các hệ thống trợ giúp khách hàng bắt đầu vào năm 1980 khi internet được chính thức sử dụng cho công chúng. Nhiều công ty bắt đầu tập trung vào việc giải quyết vấn đề của khách hàng bằng cách tiếp nhận nhiều yêu cầu trợ giúp thông qua email và các hệ thống trò chuyện trực tuyến trong những năm 1990. Sự phát triển mới này cho phép nhiều công ty tại Hoa Kỳ có thể gửi dịch vụ trợ giúp của họ tới các quốc gia có chi phí thấp như Ấn Độ và Philippines.
Vào những năm 2000, các công ty bắt đầu sử dụng nhiều loại phần mềm khác nhau để giải quyết các vấn đề chăm sóc khách hàng. Điều này dẫn đến sự sản xuất đại trà các chương trình phần mềm trợ giúp khách hàng khác nhau trên internet và trên toàn thế giới. Trong thời gian gần đây, internet và các hệ thống mạng đã làm cho phần mềm trợ giúp khách hàng trở nên tương tác và tham gia hơn đối với khách hàng và nhân viên. Khách hàng có thể dễ dàng gửi và theo dõi các vấn đề của mình.
Các hệ thống dịch vụ khách hàng và phần mềm bàn giải quyết sự cố đã trở nên ngày càng phổ biến trong những thời gian gần đây. Theo một báo cáo gần đây, có một sự tăng đáng kể trong doanh số của phần mềm quản lý quan hệ khách hàng (CRM), bao gồm phần mềm bàn giải quyết sự cố trên toàn thế giới.

## Các đặc điểm cơ bản
Phần mềm quản lý hỗ trợ khách hàng tự động hóa dịch vụ khách hàng theo nhiều cách khác nhau. Nó thường bao gồm ít nhất ba phần. Bao gồm Quản lý Ticket, Bộ công cụ tự động hóa và Báo cáo/Tối ưu hóa.
Phần mềm quản lý hỗ trợ khách hàng có một điểm liên lạc cho khách hàng gửi câu hỏi của họ và hệ thống quản lý vé theo dõi và tổ chức các vấn đề để giải quyết nhanh hơn. Nó cũng có thể có tính năng tổng hợp và tổ chức các câu hỏi và câu trả lời thành một cơ sở kiến thức, chẳng hạn như các câu hỏi thường gặp hoặc các bài hướng dẫn. Nó có thể cho phép nhiều điểm liên lạc; một bảng điều khiển hoạt động; và một phần phân tích số liệu. Nó cũng có thể có tính năng cho phép các nhân viên hỗ trợ chuyển các vấn đề lên cấp cao hơn.
Các ứng dụng trợ giúp bán hàng nâng cao hơn có tính năng trò chuyện trực tuyến, thông tin và phân tích, quy trình tự động hóa, nhiều kênh liên hệ, công cụ báo cáo, công cụ hợp tác và tính năng CRM.

## Các lợi ích
Các lợi ích sau thường được liên kết với phần mềm trợ giúp trực tuyến (help desk software):
- Bất kỳ doanh nghiệp nào sử dụng webmail để hỗ trợ khách hàng có xu hướng giải quyết các vấn đề hỗ trợ khách hàng nhanh hơn và tăng năng suất hỗ trợ khi chuyển sang phần mềm trợ giúp trực tuyến.[3][4]
- Phần mềm trợ giúp trực tuyến tự động hóa các nhiệm vụ như: phân loại và ưu tiên yêu cầu hỗ trợ, định tuyến yêu cầu, cảnh báo và thông báo, quản lý trạng thái yêu cầu và vân vân. Với giải pháp trợ giúp trực tuyến đúng, khối lượng công việc được giảm bớt vì nhiều nhiệm vụ như theo dõi vấn đề, phân công và quản lý yêu cầu có thể được tự động hóa.
- Một số phần mềm trợ giúp trực tuyến dựa trên đám mây có tính năng bảo mật tích hợp, chẳng hạn như tuân thủ tiêu chuẩn HIPAA (sức khỏe bảo hiểm di động và độ tin cậy) nếu để xử lý thông tin chăm sóc sức khỏe của Mỹ, hoặc tuân thủ tiêu chuẩn GDPR (nghị định bảo vệ dữ liệu chung) để chấp nhận yêu cầu từ những người đặt ở trong Liên minh châu Âu.

## Nhược điểm
Cũng có một số nhược điểm liên quan đến phần mềm trợ giúp khách hàng, chủ yếu là:
- Nhiều nền tảng phần mềm trợ giúp có chi phí ban đầu đắt đỏ cũng như giai đoạn triển khai tốn thời gian, có thể làm kiệt quệ nguồn lực của công ty. Trong khi hầu hết cung cấp một tùy chọn thử nghiệm, việc thử nghiệm phần mềm một cách hiệu quả là khó và tốn thời gian trong một tổ chức lớn. Cũng khó để đánh giá phần mềm với một lượng lớn các vấn đề và nhân viên trong một khoảng thời gian ngắn.
- Các trung tâm trợ giúp trên nền tảng cục bộ có thể có chi phí liên quan đến bảo trì, nâng cấp và thời gian chạy thử nghiệm của máy chủ, được chịu bởi khách hàng, không phải bởi nhà cung cấp phần mềm trợ giúp.
- Trung tâm trợ giúp trên đám mây có thể gây ra chi phí cao hơn trong thời gian dài. Phần mềm trợ giúp trên đám mây có thể trở thành một phần hoặc toàn bộ không khả dụng đối với người dùng nếu không có kết nối Internet. Do đó, những gián đoạn không mong đợi trong kết nối Internet có thể khiến dịch vụ này tạm thời không khả dụng.